# Coupe de l'UFOA 1996
Navigation
Édition précédente Édition suivante
La Coupe de l'UFOA 1996 est la vingtième édition de la Coupe de l'UFOA, qui est disputée par les meilleurs clubs d'Afrique de l'Ouest non qualifiés pour la Coupe des clubs champions africains ou la Coupe d'Afrique des vainqueurs de coupe. 
Toutes les rencontres sont disputées en matchs aller et retour. Le club nigérian de l'ASFAN Niamey remporte la compétition en battant les Sierra-Leonais d'East End Lions en finale. C'est le tout premier titre international d'un club nigérian.
Cette édition de la Coupe de l'UFOA se distingue par le très faible nombre d'équipes engagées.

## Demi-finales
| Équipe 1             | Résultat | Équipe 2       | Aller | Retour |
| -------------------- | -------- | -------------- | ----- | ------ |
| Sabé Sports de Bouna | 1 - 2    | ASFAN Niamey   | 0 - 0 | 1 - 2  |
| East End Lions       | 3 - 2    | ASEC Ndiambour | 2 - 0 | 1 - 2  |

## Finale
| Équipe 1       | Résultat | Équipe 2     | Aller | Retour |
| -------------- | -------- | ------------ | ----- | ------ |
| East End Lions | 3 - 4    | ASFAN Niamey | 3 - 0 | 0 - 4  |